# Agnieszka Błotnicka
Agnieszka Błotnicka (ur. 2 maja 1966 roku w Warszawie) – polska dziennikarka, pisarka i scenarzystka. Od marca 2024 członkini Stowarzyszenie Filmowców Polskich. 

## Życiorys
Ukończyła II Liceum im. Stefana Batorego. Studiowała socjologię na Wydziale Socjologii i Filozofii Uniwersytetu Warszawskiego. W latach 1990–1995 pracowała w Radiu Zet, gdzie prowadziła m.in. program „Gość Radia Zet”.

## Twórczość
Jest autorką książek dla dzieci i młodzieży: „Tajemnica starego strychu”, „Zagadka mrocznej krypty”, „Kiedy zegar wybije dziesiątą” (wyróżnienie polskiej sekcji IBBY) „Czarna Operacja” (wyróżnienie w konkursie książki dziecięcej im. Haliny Skrobiszewskiej). Napisała również dwie powieści dla czytelników dorosłych: „Koniec wiosny w Lanckoronie” oraz „Tamtego lata nad Sekwaną”.
Jest autorką scenariuszy do: polskiej wersji „Ulicy Sezamkowej”, programu telewizyjnego „Tata, a Marcin powiedział”, serialu „Złotopolscy”, serialu „Na dobre i na złe”, serialu „Rodzina zastępcza”, telenoweli „Na Wspólnej”, serialu „Marzenia do Spełnienia”, serialu „Samo życie”; do serialu „Ojciec Mateusz” (2009-2021).

## Publikacje książkowe
- 2007: Tajemnica starego strychu. Wydawnictwo Egmont Polska[14]
- 2008: Zagadka Mrocznej Krypty. Wydawnictwo Egmont Polska[15]
- 2010: Czarna Operacja. Wydawnictwo Nasza Księgarnia[16]
- 2010: Kiedy zegar wybije dziesiątą. Wydawnictwo Nasza Księgarnia[17]
- 2011: Koniec wiosny w Lanckoronie. Wydawnictwo Nasza Księgarnia[18]
- 2013: Tamtego lata nad Sekwaną. Wydawnictwo Nasza Księgarnia[19]